# Lista de episódios de Pokémon: XY & Z
Esta é a lista de episódios de Pokémon: XY&Z (Pokémon, a Série XYZ (título em Portugal) ou Pokémon: A Série XYZ (título no Brasil)), originalmente conhecida no Japão como Pocket Monsters: XY&Z (ポケットモンスターエックスワイ　アンド　ゼット, Poketto Monsutā Ekkusu Wai ando Zetto). É a décima nona temporada do anime Pokémon (ポケットモンスター, Poketto Monsutā; Pocket Monsters) e a continuação da série XY.  Nela vemos a evolução do Frogadier de Ash, a aparição do Team Flare e as formas de Zygarde, além da possível volta de Sawyer da região de  Hoenn, a evolução de Sceptile e o encontro de Ash e Alain.
A temporada estreou no Japão em 29 de outubro de 2015 na TV Tokyo. No Brasil, foram exibidos os dois primeiros episódios no site oficial da franquia e no aplicativo celular Pokémon TV em 12 de maio de 2016. Foi exibido, a pré-estreia, com dois primeiros episódios em 12 e 13 de agosto de 2016 e foi exibido regularmente, a partir do primeiro episódio em 15 de agosto de 2016 no Cartoon Network Brasil. Em Portugal, foi exibido em 17 de outubro de 2016, no Canal Biggs.
A abertura da série é "XY&Z" por Rica Matsumoto e o tema de encerramento é "Puni-chan's Song" (プニちゃんのうた, Puni-chan no Uta) por Mariya Ise. Na versão internacional, a música tema é "Stand Tall" por Ben Dixon e o tema de encerramento foi traduzida para Música do Geleca, cantada por Luiza Cezar na versão brasileira.

## Episódios
| EP# | EP#   | Título em Português Título Original | Na transmissão | Na transmissão |
| # | #     | Título em Português Título Original | Japão          | Brasil         |
| --- | ----- | --- | -------------- | -------------- |
| 9002 | X–OVA | "A Poderosa Mega Evolução: Ato IV" "Saikyō Mega Shinka ~Act IV~" (最強メガシンカ～Act IV～)" | 29/10/2015     | Não exibido    |
| Alain tem de combater todo tipo de treinadores que possuem Mega Evolução, caso contrário perderia sua Pedra Chave e a Mega Pedra. Depois de chegar em Kalos, Mairin e Steve contata Pr. Sycamore. Steve leva Mairin até onde está Alain, que está tendo sua dez batalhas sem nenhum descanso. Mairin questiona porque Alain deveria ter suas dez batalhas e como resposta diz que não conseguiria ficar forte se ela estiver com ele e ela vai embora. O Chespin de Mairin se adentra no laboratório e vê um Pokémon misterioso, possivelmente parte da forma de Zygarde e depois o ajuda a fugir, mas o Chespin acaba sendo envolvido em uma espécie de radiação. Depois de enfrentar suas nove lutas, Alain terá de enfrentar Malva, membro da Elite 4. Depois de uma intensa luta de Pokémons tipo fogo, Alain finalmente completa suas dez batalhas. Ele depois descobre do Chespin de Mairin e agora viaja em jornada para poder recuperar o sorriso de Mairin. |       | |                |                |
| 904 | XY–1  | "Do A ao Z!" "O nascimento explosivo de Z! O que espreita em Kalos!!" "Z Sakeru Itsuwaru！Karosu ni Hisomu Mono!!" (Z爆誕！カロスに潜む者！！)"                                                                         | 29/10/2015     | 15/08/2016     |
| Alguns membros misteriosos estão tentando capturar um espécie de um Pokémon misterioso, que o chamam de Z 2, outra parte da forma de Zygarde, mas falham. Bonnie encontra em sua bolsa o tal Pokémon ajudado pelo Chespin de Mairin, outra parte do Zygarde e o chamam de Puni-chan. Ele depois some por causa de um estouro de Dodrio e quem estava tentando capturar parte deles é Sawyer, que também agora possui cinco insígnias de ginásio. Eles vão procurar o tal Pokémon e um grupo vermelho vão buscar o tal Pokémon chamando de Z 1. O grupo vermelho o encontram, mas tem seus planos frustrados por Ash e cia. Eles depois acampam e descobrem que o tal Pokémon pode se fortalecer através da luz do sol. O tal Pokémon depois descobre da equipe vermelha e tenta fugir. Ash e cia vão procurá-lo, até dar de cara com a equipe vermelha. Ash e Sawyer ficam para confrontá-los enquanto Clemont, Serena e Bonnie fogem com o tal Pokémon. Bonnie cai na água e perde o Pokémon. Ele dá de cara com outra parte da equipe vermelha e assume a forma de um Houndour e os espantam. Bonnie consegue rastrear o Pokémon e agora seguem para a cidade Snowbelle. Lysandre, sendo líder da equipe vermelha, conhecida como Equipe Chama aparece. Ash passa direto por um misterioso treinador chamado Alain, assistente do Pr. Sycamore, que agora está em sua batalha por Mairin. |       | |                |                |
| 905 | XY–2  | "Se o Amor Bater, Eevee vai Correr!" "Hariborg de sangue quente! Puni-chan está sendo alvo!!" "Nekketsu Haribōgu! Nerawareta Puni-chan!!" (熱血ハリボーグ！狙われたプニちゃん！！)"                                     | 5/11/2015      | 16/08/2016     |
| Ash se comunica com o Pr. Sycamore das novas, como também do tal Pokémon que está aos cuidados de Bonnie. Serena muda a bolsa de Bonnie para o tal Pokémon e Dedenne possam ficar sem ter problemas com espaço. Ash e seu grupo se depara com um Quilladin que se apaixona pelo Eevee, mas a timidez de Eevee faz Quilladin ficar ainda mais determinado. Como ele batalha contra Chespin e Pancham, mas a Equipe Rocket faz proveito da situação para capturar Eevee, Bunnelby, Dedenne e o tal Pokémon, que estava aos cuidados de Bonnie. Ash manda Noibat e Talonflame para procurá-los. Quilladin, Chespin e Pancham brigam e Ash fala se não tiver acordo, não conseguirão salvá-los. Bunnelby rasga a rede e quem estava nela foge. A Equipe Rocket consegue achá-los, assim como Ash e cia. Quilladin, Chespin e Pancham lutam juntos, lembrando do que Ash disse e assim coloca fim nos planos da Equipe Rocket. Quilladin tenta conquistar o Eevee, mas era muito tímida entre os outros, em que é consolado por Chespin e Pancham. Quilladin depois vê um Flareon e Quilladin a persegue. Mas este também acaba levando um fora no fim do episódio depois que Ash e cia o deixam. |       | |                |                |
| 906 | XY–3  | "Uma Batalha Gigante com Mega Resultados!" "Tabunne VS Giga Giga Nyarth!!" "Mega Tabunne VS Giga Giga Nyāsu!!" (メガタブンネVSギガギガニャース！！)"                                                                    | 12/11/2015     | 17/08/2016     |
| Ash e cia dão assistência a uma garota que estava presa em uma pedra. Ela depois fala que estava procurando por uma Mega Pedra e se revela como Enfermeira Joy. Ela os leva no Centro Pokémon, mas tem a porta do lugar bloqueada pelo Audino da Enfermeira Joy em que ele está tratando de um Zigzagoon sozinho. Tsutomu garoto nativo de lá fala que a Enfermeira Joy e Audino brigaram e tentam acabar com o mal-entendido. Pr. Sycamore chega no Centro Pokémon. Um treinador chega para tratar do Makuhita e Audino desfaz o bloqueio para que ele e a Enfermeira Joy para tratar do Makuhita. Depois de tratarem do Makuhita, a Enfermeira Joy e o Audino continuam brigados. Ela comenta que tinha ganhado um Audino, mas de forma inesperada. Depois de conseguir uma Mega Pedra, através da Pedra Chave, poderia melhorar os poderes de Audino, se tornando no Mega Audino. Ele analisa a Pedra Chave e a Mega Pedra e diz que é compatível. Ele colhe amostras do tal Pokémon com a Bonnie para saber que espécie de Pokémon é, até o Centro Pokémon sofrer um ataque de um robô gigante. Esse robô é o robô da Equipe Rocket se denominando Giga Giga Meowth e agora pega Ash e o Pikachu. A Enfermeira Joy evolui seu Audino para um Mega Audino e põe fim em seus planos, até depois a Equipe Rocket decolar novamente. Logo depois Audino e a Enfermeira Joy fazem as pazes. Depois de Ash e cia se despedirem, a Enfermeira Joy apronta das suas, que depois fazem ela e Audino brigarem de novo. |       | |                |                |
| 907 | XY–4  | "Um Impetuoso Rito de Passagem!" "Shishiko e Kaenjishi! A partida ardente!!" "Shishiko to Kaenjishi! Honō no tabidachi!!" (シシコとカエンジシ！炎の旅立ち！！)"                                                         | 19/11/2015     | 18/08/2016     |
| Durante jornada, eles veem um bando de Litleo e um casal de Pyroar e chega o momento do Litleo deixar o bando, mas Litleo não estava pronto para deixar o bando, mas Pyroar decide que já era hora de deixar o bando, mas Ash intervém. Eles depois cuidam do Litleo machucado, mas depois ele os deixa, mas depois é seguido. A Equipe Rocket tenta tirar proveito disso, mas acaba sendo abatido pelo Pyroar, pai de Litleo, que depois estes não deixaria barato pelo que fez. Ele é seguido durante todo percurso, primeiramente Litleo para se encontrar com pai, mas depois para encontrar berries. Eles depois são surpreendidos pela Equipe Rocket e captura o Pyroar e o forçam a usar a habilidade Calor de Pyroar para queimar tudo em sua volta. Litleo enfrenta a intensa fúria do pai e adentra no robô da Equipe Rocket e acalma o pai. Ash usa Frogadier para cortar a bolha que prendia o Pyroar e põe fim nos planos da Equipe Rocket. Contudo, o pequeno Litleo que passou a enfrentar tudo e por tudo o que passou, possa ser um grande Pyroar algum dia. |       | |                |                |
| 908 | XY–5  | "Sonhe um Sonho por Mim!" "Pikachu sonha com Puni-chan!" "Pikachu, Puni-chan no yume wo miru!" (ピカチュウ、プニちゃんの夢を見る！)"                                                                                    | 26/11/2015     | 22/08/2016     |
| Ash e cia fazem uma pausa para dormir. Não muito longe, um Darkrai os observava e começa a lançar o seu poder. Pikachu foi lavar seu rosto e dá de cara com um Froakie, Delphox e um Diggersby que usa fala humana. Pikachu foi até Ash e vê que ele estava diferente. Meowth acorda e vê que seus amigos estavam estranhos. Meowth e Pikachu se esbarram e vê o tal Pokémon que a Bonnie estava cuidando falando e estava fugindo de um Pokémon de chamas. Depois eles acordam e Pikachu acorda Ash e percebe que o tal Pokémon sumiu. Eles vão para procurar. Pikachu inquieto, esbarra com Meowth novamente e ambos dormem. Já é de manhã e veem o tal Pokémon e ele pede para fugirem. Eles veem a floresta queimada e o tal Pokémon restaura. Aparece o tal Pokémon de chamas e começa causando destruição. Froakie, Delphox e um Diggersby chegam para confrontar o Pokémon de chamas, mas nada puderam fazer. Depois chegam Chespin e Pancham que evoluem para Pangoro e Chesnaught, mas o despertador de Clemont tinha criado, desperta e explode. Depois de acordarem, eles veem o Darkrai e Clemont deduz que foi através do Darkrai que começou os pesadelos e tudo se soluciona. |       | |                |                |
| 909 | XY–6  | "A Lenda do Herói Ninja!" "Bem-vindo a Vila Ninja! A lenda do Gekkouga heroico!!" "Ninja Mura e yōkoso! Hiroikku Gekkouga no den!!" (忍者村へようこそ！ヒロイックゲッコウガの伝！！)"                                   | 3/12/2015      | 23/08/2016     |
| Sanpei revê Ash depois de tanto tempo e os leva para a sua aldeia ninja. Lá eles conhecem os irmãos de Sanpei, Nihei, irmão do meio e Ippei, seu irmão mais velho. Sua vila está sob o comando de Hanzou. Sanpei enfrenta Nihei e perde. Sanpei leva Ash e seus amigos para seu quarto, mas Dedenne e o tal Pokémon que estava aos cuidados da Bonnie caem numa passagem secreta e faz os outros irem atrás. De repente, sua aldeia é invadida por um grupo ninja e sequestra Hanzou. Ash e Sanpei vão salvá-lo, mas são impedidos por um ninja mascarado. A Equipe Rocket aproveita a confusão para tal ato, mas sua armadilha captura Serena e Shinobu, assistente de Hanzou. |       | |                |                |
| 910 | XY–7  | "Um Festival de Decisões!" "Batanha decisiva na Vila Ninja! Gekogashira VS Kirikizan!!" "Ninja-mura kessen! Gekogashira tai Kirikizan!!" (忍者村決戦！ゲコガシラ対キリキザン！！)"                                      | 10/12/2015     | 24/08/2016     |
| Depois de Shinobu se livrar da armadilha da Equipe Rocket e salvar Serena, eles são arremessados pelo ataque de um bando de Skarmory. Ash e Sanpei tentam confrontar o ninja mascarado, mas qualquer ataque é ineficaz, até chegar Saizo, mas eles conseguem levar o chefe da aldeia. Eles depois descobrem que Kagetomo foi um membro de sua aldeia e que disputou o título de chefe e disputou com o chefe atual. Depois de descobrir onde o chefe da aldeia se encontrava, eles vão até lá para salvá-lo. Eles são parados por Heidayu, companheiro de Kagetomo e Ash e Sanpei o enfrentam, mas o ciclo da batalha não muda. Frogadier protege Pikachu do ataque do Bisharp e evolui para Greninja, que vence o Bisharp de Heidayu. Depois é Ippei contra Kagetomo, um duelo de Greninja e Weavile, mas é Kagetomo que é derrotado. Ippei depois é nomeado chefe da aldeia. Kagetomo depois deixa sua aldeia para pensar no que fez para buscar respostas para sua redenção. Agora, Ash segue para Snowbelle onde anseia conseguir sua última insígnia. |       | |                |                |
| 911 | XY–8  | "Dança de Debutante!" "Dance, Eievui! Sua estréia Showcase Pokémon!!" "Odore Eievui! TriPokalon Debut!!" (踊れイーブイ！トライポカロン･デビュー！！)"                                                                   | 17/12/2015     | 25/08/2016     |
| Ash e cia chegam na cidade Couriway onde Serena anseia sua última chave com Pancham, Eevee e Braixen no time. Paloma passa de limusine onde vê Serena que lembra do dia em que ela cortou seu cabelo. Nini revê Serena depois de tanto tempo e revela sua nova aquisição, a Gothita. Nini, Serena e Jessie passam pela primeira fase. Depois Jessie e Nini conseguem fazer sua performance. Eevee demonstrou nervosismo perante ao público, mas conseguem fazer a apresentação. Acontece um erro de Eevee e Serena faz uma cena improvisada para finalizar a apresentação. Na votação, é Jessie que recebe sua primeira chave prêmio. Em meio ao nervosismo ao público, Serena tem em mente trabalhar em Eevee para que outros erros não aconteça novamente. |       | |                |                |
| 912 | XY–9  | "Encontro na Caverna Terminus!" "Caverna Terminus! O Mistério do Z é posta em movimento!!" "Tsui no Dōkutsu! Ugokidashita Z no Nazo!!" (ついの洞窟！動き出したZの謎！！)"                                               | 24/12/2015     | 19/09/2016     |
| Ash e cia chegam a uma caverna onde o tal Pokémon se afasta da Bonnie. Luxray e Noibat usam suas habilidades combinadas para encontrar o tal Pokémon, mas dão de cara com a Equipe Chama. Depois também a Equipe Rocket. O tal Pokémon se funde com outros Pokémons até assumir a forma do Houndour e depois foge. Ash confronta a Equipe Chama novamente e Greninja assume uma nova forma, se tornando um com Ash. Com seu grande poder foi capaz de frustrar os planos da Equipe Chama. Depois Ash e cia vão a procura do tal Pokémon. A Equipe Rocket passam um ultimato para a Equipe Chama. |       | |                |                |
| 913 | XY–10 | "Conexão Celular!" "Eureka e Puni-chan!" "Yurīka to Puni-chan!" (ユリーカとプニちゃん！)" | 14/01/2016     | 20/09/2016     |
| Ash e cia não conseguem ter êxito em encontrar o tal Pokémon que Bonnie carregava, mas Bonnie ainda queria encontrá-lo a todo custo. Clemont cria uma invenção capaz de encontrar o tal Pokémon, até se deparar com a Equipe Rocket e se deparar com um bando de Toxicroak, que faz Ash e cia cair em um penhasco, mas Bunnelby protege Bonnie, que se machuca. Depois de chegar ao Centro Pokémon, para tratar do Bunnelby, descobre que teria que conseguir uma planta chamada Kidama para este ficar bem. Bonnie vai atrás da planta, mas é surpreendida por um Scolipede, até ser salva por Ash e Serena e depois repreendida por Clemont, até aparecer a Equipe Rocket. Ash e Serena ficam para confrontá-los e Clemont e Bonnie vão atrás da planta para curar o Bunnelby. Ash e Serena tem êxito na Equipe Rocket, assim como Bonnie e Clemont com a planta. Depois de curar o Bunnelby, o tal Pokémon aparece na bolsa de Bonnie e assim puderam seguir a viagem. |       | |                |                |
| 914 | XY–11 | "Um Encontro com o Vento" "Onbat e Floette! Um Encontro ao vento!!" "Onbatto to Furaette! Kaze no naka no meguriai!!" (オンバットとフラエッテ！風の中のめぐりあい！！)"                                                 | 21/01/2016     | 21/09/2016     |
| Ash e cia fazem uma pausa numa floresta. De repente, Noibat se choca com um ramalhete de flores que Breloom tinha recolhido e o ataca com esporos paralisantes. Floette aparece e o cura. Noibat faz amizade com Floette, que faz Breloom ficar com ciúmes. Breloom aparece com um bando de Beedrill e diz que quer ter a Floette só para ele, que Noibat é contra. Noibat e Breloom lutam entre si, até a Equipe Rocket aparecer e capturar Floette e Breloom. Eles comemoram por conseguir uma boa captura, até serem encontrados por Ash e cia. Noibat tenta libertar Floette e ele aprende o Acrobático, que liberta Floette e Breloom, como também põe fim nos planos da Equipe Rocket. Depois, um vento leva Floette e que se junta a um bando de Floettes, que depois vai embora e agora Ash segue agora para Snowbelle. |       | |                |                |
| 915 | XY–12 | "Festa Dançante!" "Satoshi e Serena! Começa a festa de dança!!" "Satoshi to Serena! Dansu pāti de getto da ze!!" (サトシとセレナ！ダンスパーティでゲットだぜ！！)"                                                      | 28/01/2016     | 22/09/2016     |
| Ash e cia fazem uma pausa no Centro Pokémon. Serena vê uma mensagem de vídeo de uma festa em que tem que estar com seu par. Serena fica com Clemont, que o próprio não gostou muito. Miette aparece e provoca Serena, e chama Ash para ser seu par, que a deixa encabulada. Eles depois entram na festa e veem Monsieur Pierre dançando com Aria. Depois, eles começam a dançar, mas Ash e Clemont não tinham prática na dança. Depois, as trocas de pares, mas quando ia chegar o momento de Serena dançar com Ash, a música para, que a deixa frustrada, mas os pares finais, seria aqueles que teriam uma batalha dupla, Ash e Serena contra Miette e James. A luta finalmente tem início e Miette e James começam levando a melhor em cima de Ash e Serena. Eevee evolui através de um elo com Serena e evolui para um Sylveon e aprende o Vento de Fada e vencem. Depois, eles caminham agora para a cidade Frey. |       | |                |                |
| 916 | XY–13 | "Um Encontro de Dois Caminhos!" "A mais poderosa Mega Batalha! Gekkouga VS Mega Lizardon!!" "Saikyou mega batoru! Gekkouga VS Mega Rizadon!! (最強メガバトル！ゲッコウガＶＳメガリザードン！！)"                        | 4/02/2016      | 26/09/2016     |
| Sawyer reaparece depois de tanto tempo e se reencontra com Ash e apresenta seu Sceptile e seu Shelgon, recém evoluído que antes era um Grovyle e um Bagon e captura um Honedge. Ash consegue derrotar Sawyer. Alain fica intrigado com a mudança de Ash e Greninja conseguir uma força descomunal sem uma Pedra Chave e uma Mega Pedra. Na hora de tirar uma boa noite de sono, a Equipe Rocket tira proveito para roubar o Pikachu, mas são interferidos por Alain e salva o Pikachu. Em troca, ele quer ter uma batalha com o Greninja de Ash. Assim começa a batalha entre Greninja VS Charizard. Alain tenta pressionar Ash para que Ash consiga manifestar sua verdadeira força. Depois de mostrar sua força descomunal, Alain consegue derrotar Ash com seu Mega Charizard. Depois ele se apresenta e vai embora. A Equipe Chama ainda continua fazendo experiências com os Pokémons iguais ao que a Bonnie carrega. |       | |                |                |
| 917 | XY–14 | "Uma Operação Explosiva!" "A Força Explosiva Terrestre! A Grande Captura de Zygarde em Ação!!" "Bakuretsu Gurando Fōsu! Jigarude hokaku dai sakusen!! (は爆裂グランドフォース！ジガルデ捕獲大作戦！！)"                 | 11/02/2016     | 27/09/2016     |
| Ash e cia fazem um descanso, mas estão a espreita da Equipe Rocket e noticiam a Giovanni dos fatos de Kalos. A Equipe Chama perseguem outro Pokémon similar ao que Bonnie carrega e ele assume a forma de Houndour e consegue fugir, até dar de cara com a Equipe Rocket. Depois a Equipe Chama os alcança e começam a batalhar. O tal Pokémon assume outra forma de um Arbok, para não ser capturado. Alain aparece e os ajuda a capturar o tal Pokémon. A Equipe Rocket tenta impedir, porém, em vão. Ele agora está em posse de Lysandre e o chama de Zygarde. |       | |                |                |
| 918 | XY–15 | "Precisando de Água" "O Brigarron desde o deserto! O Robôn que planta a árvore !!" "Kōya no Burigaron! Ki wo ueru Robon!! (爆裂グランドフォース！ジガルデ捕獲作戦！！)"                                                 | 18/02/2016     | 28/09/2016     |
| Ash e cia avistam um robô, que depois são atacados por um Chesnaught e param num laboratório onde lá encontram um garoto chamado Hiro e veem um vídeo do Pr. Ichigaya, avô de Hiro que criou o robô chamado Robon para fazer um lugar deserto num campo verde e também colocou seu Chesnaught antes de morrer para ajudar no processo. Clemont conserta o carregador do Robon, para facilitar na recarga. Depois eles ajudam a fazer com que o local deserto se torne num lugar verde e próspero. Chespin e Chesnaught descobrem de uma pedra que estava bloqueando a passagem de água e eles tentam remove-la, até Equipe Rocket aparecer e tentar prendê-los. Depois eles destroem o Robon, que faz o Chesnaught se enfurecer e se libertar, que faz a Equipe Rocket desativar o controle que prendia o grupo de Ash. Depois, a Equipe Rocket acaba decolando mais uma vez. Clemont conserta o Robon e Robon obstrói a pedra que impedia a passagem de água. Assim a água cai e saem outros brotos de árvore e frutos, capaz de dar uma nova vida capaz de ser mais populoso e cheia de pessoas e que possa ser exatamente como o Pr. Ichigaya e que possa ser realmente no futuro. |       | |                |                |
| 919 | XY–16 | "As Escolhas da Classe Mestra!" "Uma prova de Classe Mestra! O que pensa em fazer Serena!?" "Masutā kurasu no shiren! dō suru Serena!? (マスタークラスの試練！どうするセレナ！？)"                                      | 25/02/2016     | 29/09/2016     |
| Eles chegam a cidade Frey e dão de cara com uma performer bastante popular Amélia. Depois as performers se preparam para a apresentação e Serena parece se sair bem pelo fato de levar jeito com Rhyhorn. Depois começa a segunda fase e Serena e Amélia fazem sua apresentação, mas Serena consegue sua última chave prêmio. Depois se descobre que o evento se realizará na cidade Glorio, próximo a cidade Snowbelle. Serena presencia uma discussão entre Amélia e Paloma. Serena depois é descoberta e Paloma fala a Serena que lhe falta algo para se tornar a Rainha de Kalos. Assim Ash e cia rumam para o próximo destino. |       | |                |                |
| 920 | XY–17 | "Uma Raiva Elétrica!" "Thunder e Onvern! O relâmpago da fúria!!" "Sandā to Onbān! Ikari no raigeki!!" (サンダーとオンバーン！怒りの雷撃！！)"                                                                           | 3/03/2016      | 16/11/2016     |
| Enquanto seguiam para a próxima cidade, Clemont estava ansioso para seguir para a cidade Ikadzuchi para ver o festival Zapdos, mas são pegos por um ataque de fúria de Zapdos, que os forçam se esconder em uma caverna. Depois, são surpreendidos por Stan, um paramédico vítima do Zapdos, que precisava entregar o remédio até a próxima cidade, mas a caverna que dá acesso está bloqueada, até ser obstruída por Hawlucha de Ash. Depois seguem caminho pela caverna, até ser atingido por outro ataque de fúria de Zapdos, que separa Ash dos outros, deixando Ash seguir sozinho com o remédio que lhe foi entregue. Zapdos tenta se proteger do ataque de um Ferrothorn, sendo que era um robô disfarçado pela Equipe Rocket tentando capturá-lo, até ser pego pelo seu ataque. Depois de Ash chegar ao fundo da caverna orientado pelo Noibat, Ash descobre que foi a Equipe Rocket, razão pelo qual Zapdos estava furioso. Ash tenta convencê-lo, mas qualquer tentativa é em vão. Ash tenta com Talonflame, sem resultado. Depois com Hawlucha, até ele ser atingido. Noibat depois evolui para um Noivern e salva Hawlucha. Depois ele aprende o Explosão Sônica, que enfraquece Zapdos, até ser capturado pela Equipe Rocket. Ash depois o liberta e frustra os planos da Equipe Rocket. Ash depois chega na próxima cidade e entrega o remédio e mostra para Clemont e cia que seu Noibat evoluiu para Noivern e assistem o festival Zapdos.                                                       |       | |                |                |
| 921 | XY–18 | "Merecer Algum Respeito!" "Esquerda e direita! Coração de balanço do Kametete!!" "Refuto to raito! Yureru kokoro no Kametete!!" (レフトとライト！揺れる心のカメテテ！！)"                                               | 10/03/2016     | 17/11/2016     |
| Ash e sua turma, se de deparam com um gerente de uma loja de jóias e um ladrão, que possuem o mesmo Pokémon, conhecido como Binacle. |       | |                |                |
| 922 | XY–19 | "Classe Mestra Reunida!" "A Classe Mestra começa! Feroz luta de uma donzela onde as faíscas voam!!" "Masutā Kurasu kaimaku! Hibana chiru otome no gekitō!!" (マスタークラス開幕！火花散る乙女の激闘！！)"               | 17/03/2016     | 21/11/2016     |
| Serena e seus Pokémons estão prontos para sua apresentação na Classe Mestra, rumo ao primeiro lugar. Ela enfrenta um desafio mais difícil quando seus rivais, Miette, Shauna, Jessie, e Nini também estão competindo na Classe Mestra. |       | |                |                |
| 923 | XY–20 | "Criando um Caminho Para o Futuro!" "Elle VS Serena! Abram a porta para o futuro!!" "Eru VS Serena! Ake mirai e no tobira!!" (エルVSセレナ！開け未来への扉！！)"                                                        | 24/03/2016     | 22/11/2016     |
| Após sua vitória sobre Jessie e Shauna nas semi-finais, Serena enfrenta o desafio final de 1 contra 1 com Rainha de Kalos Aria. |       | |                |                |
| 924 | XY–21 | "A Pessoa Perfeita?" "A Noiva de Citron!? A Crise de S il-Vous-Plaît de Eureka!!" "Shitoron no hanayome!? Yurīka no Shiru-bu-pure panikku!!" (シトロンの花嫁！？ユリーカのシルブプレパニック！！)"                      | 7/04/2016      | 23/11/2016     |
| Uma nova amiga surge com um Buneary, após Bonnie pedir para que ela se case com seu irmão. ela aceita. Clemont e a noiva estão se dando bem, o que leva a Bonnie se sentir deixada de fora e com ciúmes. |       | |                |                |
| 925 | XY–22 | "Batalhando no Volume Máximo!" "Serena se Torna Satoshi! O Maior Empate de Pikachu!!" "Serena, Satoshi ni naru! Saikyō Pikachū taiketsu!!" (セレナ、サトシになる！最強ピカチュウ対決！！)"                              | 14/04/2016     | 24/11/2016     |
| Jimmy o guitarrista, esta a procura de treinadores com Pikachu fortes, para enfrentar o seu Pikachu, a Equipe Rocket lhe diz onde Ash está. Ash está com muita febre após seu duro treinamento com Pikachu e Greninja, Serena decide substituí-lo quando Jimmy o guitarrista desafia Ash para uma batalha de Pikachu vs Pikachu. Enquanto isso, a Equipe Rocket tem planos de roubar tanto Pikachu de Ash, quanto o de Jimmy. |       | |                |                |
| 926 | XY–23 | "O Teste de Sincronismo!" "Satoshi e Alan! Greninja VS Mega Charizard Novamente!!" "Satoshi to Aran! Gekkouga VS Mega Rizādon futatabi!!" (サトシとアラン！ゲッコウガＶＳメガリザードンふたたび！！)"                   | 21/04/2016     | 28/11/2016     |
| Ash e cia se reencontram com Alain que pede novamente mais uma batalha. Ash e Greninja se conectam novamente e quase derrotam Charizard, porém os dois desmaiam repentinamente no meio da batalha. |       | |                |                |
| 927 | XY–24 | "Fazendo amigos e influenciando vilões!" "A Maldição da Floresta e o Phantump Branco!" "Mori no noroi to shiroi Bokurē!" (森の呪いと白いボクレー！)"                                                                    | 28/04/2016     | 29/11/2016     |
| A turma encontra um Phantump de coloração diferente. |       | |                |                |
| 928 | XY–25 | "Patrocinando uma Batalha de Pesquisas!" "Satoshi Contra a Champion Carnet! VS Mega Gardevoir!!" "Satoshi tai chanpion Karune! VS Megasānaito!!" (サトシ対チャンピオン・カルネ！VSメガサーナイト！！)"                  | 5/05/2016      | 16/02/2017     |
| Ash e Greninja testam a sua conexão contra a campeã Diantha e seu Mega Gardevoir. Quase derrotando-a, Ash e Greninja perdem a conexão e caem desmaiados no chão. A Equipe Rocket aparece para tentar roubar a Mega Gardevoir, mas falham novamente. |       | |                |                |
| 929 | XY–26 | "Batalha Surpresa com Força Total!" "Confronto de Rivais! Satoshi VS Shouta!!" "Raibaru taiketsu! Satoshi VS Shōta!!" (ライバル対決！サトシVSショータ！！)"                                                             | 12/05/2016     | 6/02/2017      |
| Sawyer reencontra Ash e os dois novamente travam outra batalha. É revelado que Sawyer tem um Clawitzer e seu Honedge evoluiu para um Doublade. Sem conseguir se conectar com Ash, Greninja é facilmente derrotado por Sceptile, assim dando a vitória para Sawyer. |       | |                |                |
| 930 | XY–27 | "Chegamos ao Campo de Gelo!" "O Desafio de GYM de Eisetsu! Um Campo de Batalha de Gelo!!" "Eisetsujimu-sen! Kōri no batorufīrudo!!" (エイセツジム戦！氷のバトルフィールド！！)"                                         | 19/05/2016     | 7/02/2017      |
| Ash e sua turma chegam em Snowbelle e vão ao ginásio para Ash conseguir sua última insígnia contra Wulfric. Após perder Talonflame e Hawlucha contra Avalugg, Ash aposta suas esperanças em Greninja, porém as coisas não vão bem e o mesmo é derrotado, dando a vitória pra Wulfric. |       | |                |                |
| 931 | XY–28 | "Vendo a Floresta pelas Árvores!" "A Floresta da Indecisão...A Alvorada da Evolução!" "Mayoi no Mori...Shinka no Yoake!" (迷いの森・・・進化の夜明け！)"                                                                | 26/05/2016     | 8/02/2017      |
| Depois de ser derrotado por Wulfric, Ash vai para Windings Woods treinar seu Greninja, a fim de conseguir uma revanche com o Wulfric para derrota-lo e conseguir sua última insígnia. |       | |                |                |
| 932 | XY–29 | "Quebrando o Gelo!" "Satoshi-Greninja VS Mega Abomasnow! Ativar WATER SHURIKEN Gigante!!" "Satoshi-Gekkouga VS Mega Yukinō'o! Hatsudō kyodai mizu shuriken!!" (サトシゲッコウガVSメガユキノオー！発動巨大水手裏剣！！)" | 02/06/2016     | 9/02/2017      |
| Ash volta a desafiar Wulfric para uma batalha de ginásio, mas terá que enfrentar um grande obstáculo: a mega evolução do Abomasnow de Wulfric. |       | |                |                |
| 933 | XY–30 | "Um Diamante Bruto!" "Procurem pelos Carbink! Goodra e Dedenne!!" "(メレシーを探せ！ヌメルゴンとデデンネ！！)" | 09/06/2016     | 13/02/2017     |
| Ash decide recuperar seu Goodra a fim de usa-lo na Liga Pokémon, mas no final muda de ideia porque decidiu usar seus pokémons capturados nas regiões anteriores (Kanto, Johto, Hoenn, Sinnoh e Unova) na Liga Pokémon. |       | |                |                |
| 934 | XY–31 | "O Festival de Engenhoca!" "O Explosivo Festival de Maquinários!!" "(爆熱の機巧（からくり）フェスティバル！！)" | 16/06/2016     | 14/02/2017     |
| A turma chega em um festival de máquinas que Clemont sonha em vencer. |       | |                |                |
| 935 | XY–32 | "Sua Própria Liga!" "A Abertura de Kalos League! O Confronto de Mega Charizard - X Contra Y!!" "(カロスリーグ開幕！メガリザードン対決・X対Y！！)"                                                                       | 30/06/2016     | 15/02/2017     |
| Se inicia a Liga Kalos, e Ash reencontra seus colegas Tierno, Trevor, Sawyer e Alan. A primeira batalha da Liga Kalos é de Alan contra Trova, no meio da batalha Trova revela seu Ás na manga e seu Charizard Mega-Evolui, mas Alan equilibra a disputa e também mega-evolui seu Charizard, mas Alan mostra o quão é forte e ligado ao seu Pokémon, e derrota a equipe inteira de Trova somente com seu Mega-Charizard, sendo este o fim da Liga Kalos para Trova. A segunda batalha da Liga Kalos é a de Ash, que acaba de atrasando um pouco pois teve uma batalha nos corredores, vencendo-a. Ash já começa com o Greninja, batalhando contra Altaria, e após se transformar em "Satoshi-Greninja", derrota Altaria facilmente, o restante da batalha não foi mostrado, mas Ash venceu. |       | |                |                |
| 936 | XY–33 | "Uma Experiência Valiosa para Todos!" "Mega Sceptile Contra Raichu! Vou Levar Essa Experiência!!" "(メガジュカイン対ライチュウ！経験値いただきます！！)"                                                                | 07/07/2016     | 13/03/2017     |
| A batalha entre Sawyer e Tierno começa. Sawyer derrota Tierno. Sawyer passa para as semi-finais com Alan, Ash, e Louie. As semi-finais estão entre Alan e Louie e depois Ash e Sawyer. No final do episódio, é revelado o sexto Pokémon de Ash, será Goodra. |       | |                |                |
| 937 | XY–34 | "Análises versus Paixão!" "Batalha Completa Na Semifinal! Satoshi Contra Shouta!!" "(準決勝フルバトル！サトシ対ショータ！！)"                                                                                           | 21/07/2016     | 14/03/2017     |
| Aparece o final da batalha de Louie e Alan. Louie usa Rhyperior contra o Charizard de Alan, Louie perde e usa seu ultimo pokemon o MegaGarchomp contra o MegaCharizard X de Alan, Alan vence a disputa. A batalha de Ash e Sawyer começa. Sawyer usa Slaking que derrota o Hawlucha de Ash. Ash chama Talonflame que derrota Slaking, mas perde para o Clawitzer de Sawyer, que por sua vez é derrotado por Pikachu. O episodio termina na batalha do Pikachu de Ash contra o Aegislash de Sawyer, o Aegislash começa a cortar as árvores do campo de batalha e encurrala Pikachu. |       | |                |                |
| 938 | XY–35 | "Uma Firme Rivalidade!" "Confronto Final De Rivais! Ash-Greninja VS Mega-Sceptile!" "(ライバル決戦！サトシゲッコウガVSメガジュカイン!)"                                                                                 | 28/07/2016     | 15/03/2017     |
| A batalha entre Ash e Sawyer continua, com Pikachu derrotando Aegislash, Noivern empatando com Salamence, Slurpuff empatando com Goodra e Sceptile derrotando Pikachu. Greninja e Sceptile travam uma batalha derradeira entre Satoshi-Greninja e Mega Sceptile, que termina com uma shuriken de água lançada em meio á tempestade de folhas, que logo acerta Sceptile e o deixa fora de combate, dando a vitória e a vaga pra final para Ash. |       | |                |                |
| 939 | XY–36 | "Paixão da Liga Kalos com um certo charme!" "Confronto Final Na Kalos League! Receba Todos Os Meus Sentimentos Ardentes!!" "(激闘カロスリーグ!集え,すべての熱き想いよ!!)"                                               | 04/08/2016     | 16/03/2017     |
| Chega o momento em que Ash e Alain se encontrarão na final da Liga Kalos. A turma também encontra Mairin e Ash tem um encontro com Lysandre antes de se posicionar perante á final da Liga. |       | |                |                |
| 940 | XY–37 | "A Final é para os Fortes!" "Confronto Final! Satoshi contra Alan!!" "(でのリーグのフィナーレ！アラン対聡)" | 11/08/2016     | 20/03/2017     |
| A batalha entre Ash e Alain pelo título de campeão da Liga Kalos se inicia. Ash começa com Pikachu e Alain com Tyranitar. Pikachu derrota Tyranitar. Logo após, Alain escolhe Weavile que derrota o Noivern de Ash. Hawlucha derrota Weavile assim como Bisharp derrota o mesmo. Alain retorna Bisharp e escolhe Unfezant para combater Talonflame. Os dois ocasionam um nocaute duplo. Pikachu derrota Metagross e antecipadamente, todos ficam surpresos com Alain escolhendo Charizard. O episódio termina com um golpe de Pikachu, mas sem saber se Charizard aguentou o golpe. |       | |                |                |
| 941 | XY–38 | "Um Final Ardente!" "A Vitória na Kalos League! O Combate Supremo de Satoshi!!" "(カロスリーグ優勝！サトシ頂上決戦！！)"                                                                                                | 18/08/2016     | 21/03/2017     |
| Charizard consegue aguentar o golpe anterior de Pikachu e a batalha na Liga Kalos continua. Charizard derrota Pikachu. Ash troca para Goodra e Alain troca pra Bisharp. Bisharp acerta uma Guilhotina e derrota Goodra. Greninja facilmente derrota Bisharp. Greninja e Charizard travam uma batalha derradeira entre Satoshi-Greninja e Mega Charizard X. Greninja absorve poder para uma Super Shuriken, lançando em Charizard que ataca com Blast Burn. Após a explosão dos dois golpes, Charizard aparenta ter levado muito dano, porém consegue aguentar, diferente de seu adversário que cai fora de combate, dando assim o título da Liga Kalos para Alain. Em outro canto, os assistentes da Team Flare começam o seu plano para a dominação de Kalos usando a célula de Puni-chan como base no experimento de uma nova arma. |       | |                |                |
| 942 | XY–39 | "Aquisição de uma Torre!" O Ataque Da Equipe Flare! Zygarde Na Torre Prisma!!" "Shōgeki Furea-dan! Purizumu tawā no Jigarude!!" (襲撃フレア団！プリズムタワーのジガルデ！！)"                                           | 25/08/2016     | 22/03/2017     |
| Após a batalha na Liga Kalos e a vitória de Alain, a Team Flare começa o seu ataque enquanto plantas do novo Z2 começam a destruir a cidade inteira. Ash tenta combater os assistentes da Team Flare, porém Alain o trai e o deixa ser raptado. Lysandre trai Alain que começa a se arrepender do que fez. Puni-chan se transforma em Zygarde para a surpresa de todos e começa a combater Z2. |       | |                |                |
| 943 | XY–40 | "Afastando-se dos seus sonhos!" Confronto de Zygarde contra Zygarde! Um Mundo Arruinado!!" "Shōgeki Jigarude tai Jigarude! Kowareyuku sekai!!" (衝撃ジガルデ対ジガルデ！壊れゆく世界！！)"                              | 01/09/2016     | 23/03/2017     |
| O confronto entre Zygardes continua, enquanto Ash e Greninja conseguem se desprender da armadilha de Lysandre, assim libertando todos os outros. Ash, Alain e Lysandre começam uma batalha, enquanto Serena, Mairin, Professor Sycamore e a Equipe Rocket tentam invadir o quartel-general da Team Flare. Clemont tenta segurar algumas assistentes da Team Flare, enquanto tenta invadir o próprio ginásio que foi tomado. |       | |                |                |
| 944 | XY–41 | "O Herói Certo para o Trabalho Certo!" O Ataque Ao GYM De Miare! Para Sempre Citróide!!" "Totsugeki Miare Jimu! Shitoroido yo ēen ni!!" (突撃ミアレジム！シトロイドよ永遠に！！)"                                       | 08/09/2016     | 08/05/2017     |
| Lysandre após perder seu Pyroar começa a derrotar um por um dos pokémons de Ash, restando assim Greninja e Pikachu. Malva aparece para ajudá-los, enquanto Bonnie consegue recuperar a consciência de Puni-chan. Serena e cia invadem o quartel-general inimigo enquanto Clemont é forçado a sacrificar seu amigo Clembot em prol de destruir a arma que controla o outro Zygarde. |       | |                |                |
| 945 | XY–42 | "Abalando as Defesas de Kalos!" O Megalito Avança! A Linha de Defesa de Kalos!" "Shingeki-suru kyoseki! Karosu bōēsen!!" (進撃する巨石！カロス防衛線！！)"                                                              | 15/09/2016     | 09/05/2017     |
| Bonnie e Clemont conseguiram parar a fúria dos Zygardes, mas quando todos se reagrupam pensando que acabou, o Megálito que Lysandre, Alain e Steven recuperaram em Hoenn começa a se transformar, absorvendo junto o Chespin de Mairin. Será que até mesmo com a ajuda dos líderes de ginásio, eles não poderão parar esse grande festival de horrores? |       | |                |                |
| 946 | XY–43 | "Formando uma União Perfeita!" Zygarde Contra-Ataca! A Batalha Final por Kalos!!" "Hangeki no Jigarude! Karosu saishō kessen!!" (反撃のジガルデ！カロス最終決戦！！)"                                                   | 15/09/2016     | 10/05/2017     |
| O Megálito avança, e com isso, Ash e Alain são forçados a entrar dentro dele para recuperar o Chespin de Mairin. As duas células de Zygarde se juntam, formando a arma suprema de Kalos, o Zygarde Forma Completa. Com a ajuda desse grande pokémon, eles conseguirão parar o grande caos de Kalos? |       | |                |                |
| 947 | XY–44 | "Batalhando com um Novo Começo!" Nós Começamos do Zero! A Decisão de Clemont!!" "Hajimari wa Zero! Shitoroido no Ketsudan!!" (はじまりはゼロ！シトロンの決断！！)"                                                      | 06/10/2016     | 11/05/2017     |
| Após a grande batalha que deixou Kalos uma ruína, os moradores começam a reconstrução do local. Clemont reconstrói Clembot, e para mostrar que tem honra e pode cuidar do ginásio sozinho, ele deverá encarar um garoto que veio anteriormente pela insígnia do ginásio, mas perdeu para Clembot. |       | |                |                |
| 948 | XY–45 | "O Primeiro Dia do Resto da Sua Vida!" Uma Última Batalha com Ash! A Decisão de Serena!!" "Satoshi to Rasuto Batoru! Serena no Sentaku!!" (サトシとラストバトル！セレナの選択！！)"                                     | 13/10/2016     | 15/05/2017     |
| Enquanto a cidade de Lumiose se reconstrói após os danos do ataque da Team Flare, Serena tem a ideia de criar um Pokemon Showcase, para entreter o pessoal. Enquanto faz a apresentação, ela sente uma coisa enquanto dá alegria aos moradores. Sem saber o que fazer, e com Ash voltando para a região de Kanto, ela pede para que Ash não esqueça do último momento que ela terá junto dele: uma última batalha. |       | |                |                |
| 949 | XY–46 | "Encarando a Necessidade de Muitos!" Adeus, Satoshi-Greninja! A Vingança De Xerosic !!" "Saraba Satoshi-Gekkouga! Kuseroshiki no Gyakushuu!!" (さらばサトシゲッコウガ！クセロシキの逆襲)"                               | 20/10/2016     | 16/05/2017     |
| Está se aproximando a hora de todos irem para caminhos diferentes. Ash e cia. levaram Goodra de volta para a sua casa no pântano. Contudo, no caminho de volta para Lumiose, eles são atacados por plantas remanecentes daquelas que se quebraram no incidente da Team Flare. Quebrando-as com Satoshi-Greninja, eles depois descobrem que o administrador da Team Flare, Xerosic apareceu e sequestrou Clemont. Após salvar o amigo, Ash deixa Greninja junto de Zygarde, dando um 'até logo' para o pokémon. |       | |                |                |
| 950 | XY–47 | "Até Nós Competirmos de novo!" Um Zero sem Fim! Até Outro Dia!!" "Owari naki zero! Mata au hi made!!" (終わりなきゼロ！ また逢う日まで！！)"                                                                            | 27/10/2016     | 17/05/2017     |
| A hora chegou. Ash, Serena, Clemont e Bonnie finalmente tomarão rumos diferentes depois da jornada por Kalos. Prometendo se encontrarem novamente, enquanto eles vão se abordando para a próxima viagem, Dedenne foge. Como ele é novo, não quer dizer adeus para todos. Será que Bonnie poderá achá-lo? Por outro lado, Clemont desafia Ash para uma última batalha que finalizará a jornada de cada um. Quem irá vencer? |       | |                |                |
| 951 | XY–48 | "A Lenda de X, Y e Z!'" A Lenda de XYZ!" "XYZ no densetsu!" (ＸＹＺの伝説！)" | 03/11/2016     | 18/05/2017     |
| Alexa e Professor Sycamore estão viajando para explorar algumas ruínas na região de Kalos que foram recém descobertas. Lá, eles veem estátuas de várias moças do passado que talvez tem a chave do mistério do paradeiro de Xerneas, Yveltal e Zygarde. Será que eles conseguirão descobrir o mistério de uma vez por todas? |       | |                |                |
| TBD | XY–49 | "A Dupla Mais Forte! Clemont e Cilan!!" "Saikyō no futari! Citron to Dent!!" (最強の二人！シトロンとデント！！)" | 10/11/2016     | Não exibido    |